# ان‌جی‌سی ۷۶۰۶
ان‌جی‌سی ۷۶۰۶ (انگلیسی: NGC 7606) یک کهکشان مارپیچی است که در صورت فلکی دلو قرار دارد. این کهکشان در فاصله حدوداً ۱۰۰ میلیون سال نوری از زمین قرار دارد، که با توجه به ابعاد ظاهری آن، به این معنی است که NGC 7606 حدود ۱۶۵۰۰۰ سال نوری وسعت دارد. این کهکشان در ۲۸ سپتامبر ۱۷۸۵ توسط ویلیام هرشل کشف شد.